# Scepastocarpus peritheciiformis
Scepastocarpus peritheciiformis är en svampart som beskrevs av Santam. 2004. Scepastocarpus peritheciiformis ingår i släktet Scepastocarpus och familjen Laboulbeniaceae.   Inga underarter finns listade i Catalogue of Life.